# 吉姆·巴尼特

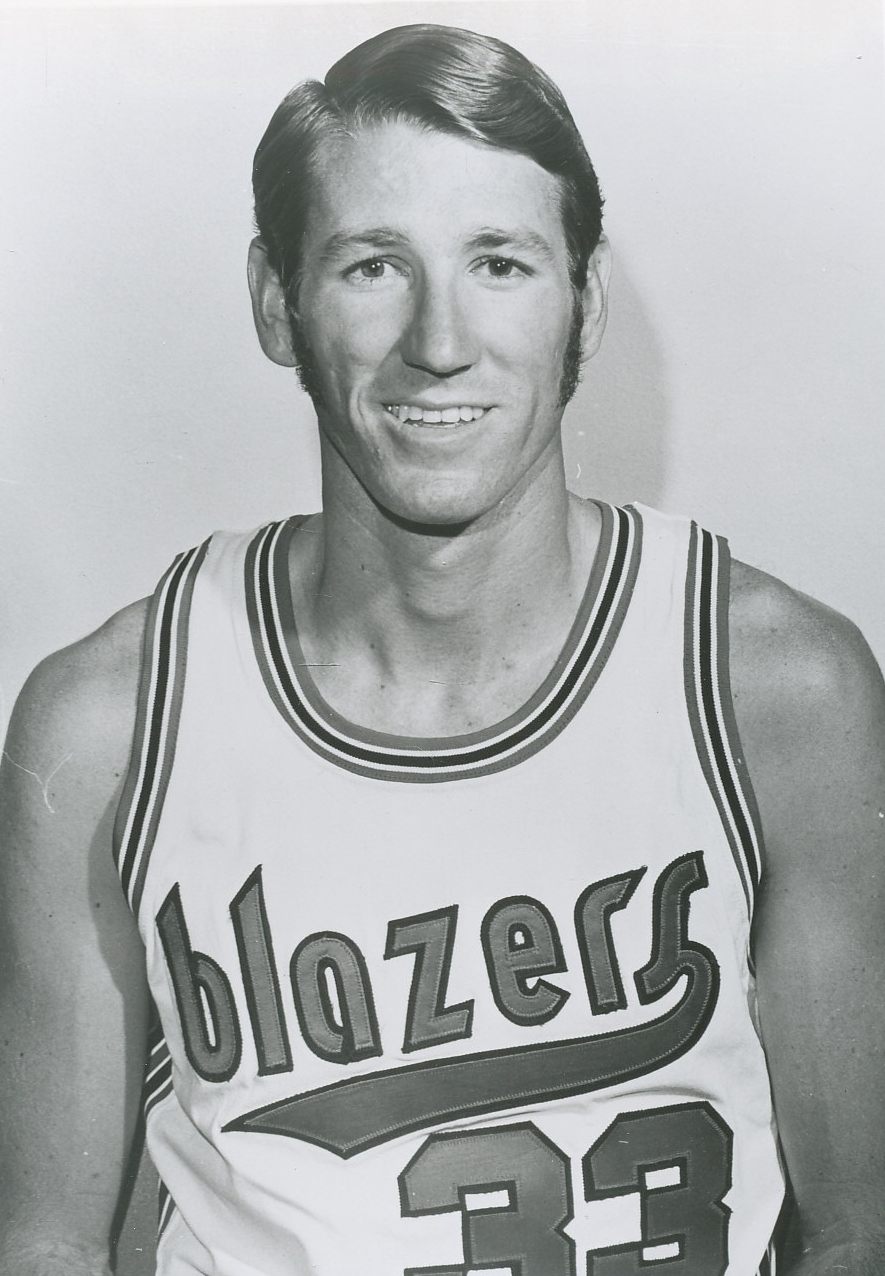
吉姆·巴奈特 (1970)

詹姆斯·富兰克林·巴尼特（英語：James Franklin Barnett，1944年7月7日—），美国NBA联盟前职业篮球运动员。他在1966年的NBA选秀中第1轮第8顺位被波士顿凯尔特人选中。